# Kubikos

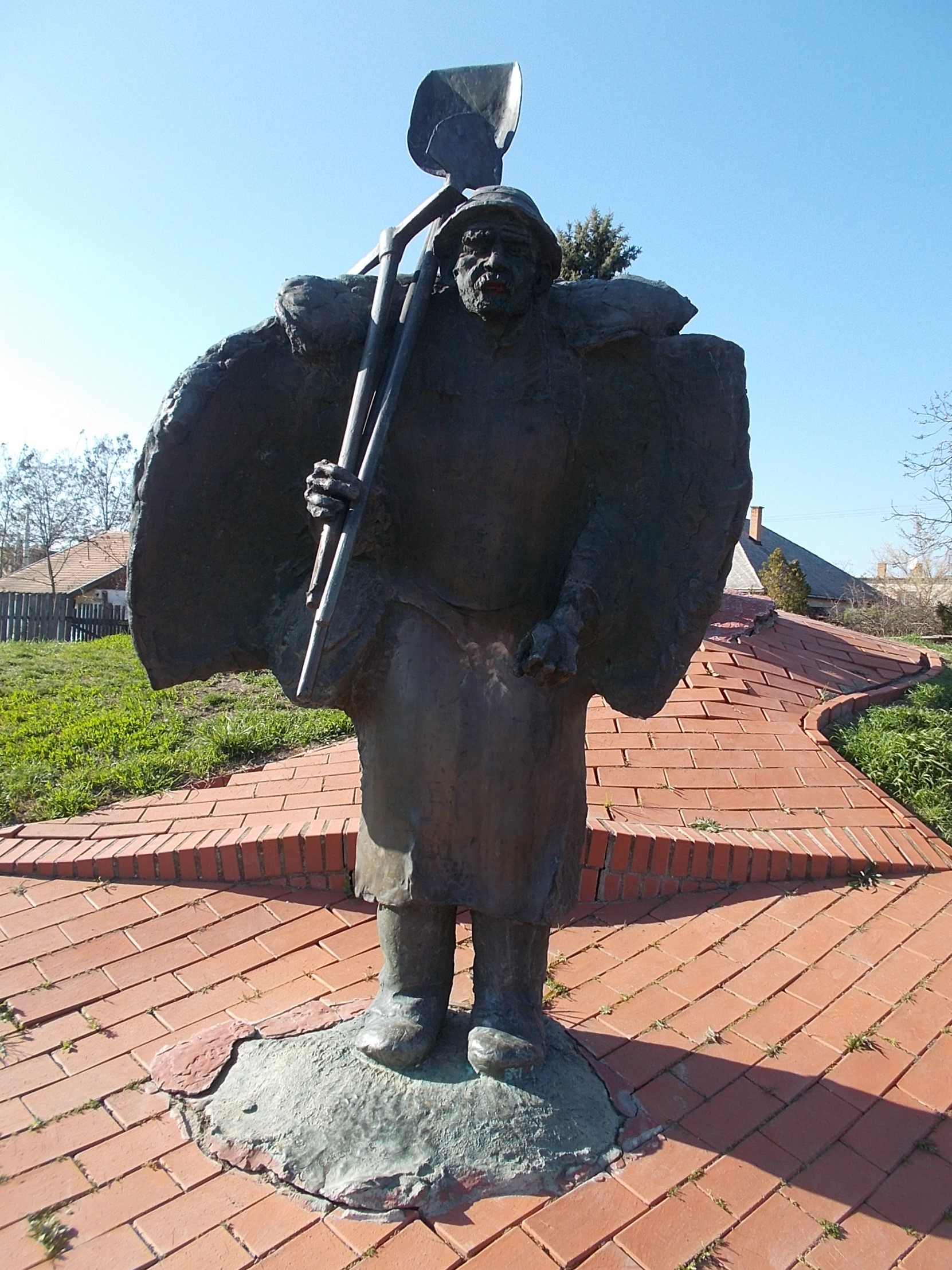
Györfi Sándor: Kubikos-szobor (Mezőtúr)

A kubikos (kubikus, kubis) olyan vándormunkás volt, aki egyszerű kézi eszközökkel nagy mennyiségű földet mozgatott meg folyószabályozásoknál és árvíz elleni védekezésnél, közút- és vasútépítéseknél. A szó a német Kubikmeter (köbméter) szóból származik, ami arra utal, hogy a földmunkások a kitermelt, megmozgatott föld mennyisége után kaptak fizetést. A kubikolás (kubikosmunka) a 19. század második felétől a második világháborúig volt jellemző Magyarországon. A vándormunkások jelentős része az Alföld déli feléről (Viharsarok) származott.
A kubikosok jellemzően csoportosan, úgynevezett bandákban dolgoztak. A csoport vezetője volt a bandagazda, akinek feladata volt a banda toborzása, a munka megszervezése.
A kubikosok egyszerű kézi szerszámokkal (ásó, csákány, lapát) dolgoztak. A földet egykerekű, általában fából készült talicskával mozgatták. Nemritkán a talicskát a kubikosok gyermekük segítségével tolták, ritkábban lóvontatta taligát használtak. Mellettük kordésgazdák, kordéskocsisok, lóhajtó gyerekek is dolgoztak.
A földmunkások általában az idénymunka idejére saját maguk építette kunyhókban laktak, amit a helyben talált nyersanyagokból állítottak össze vagy a földbe mélyítve alakítottak ki. Az egy kunyhóban lakó kubikosok úgynevezett kunyhótársaságot alkottak, közösen főztek, az ügyeiket közösen intézték.

## Mai fogalma
A FEOR-08 a kubikos foglalkozást a következőképpen határozza meg: 
9321 Kubikos 

Különböző építkezéseken, út-, vasút- és vízépítéseken földmunkával járó munkaműveleteknél azokat a tevékenységeket látja el, melyeket munkagépekkel nem lehet elvégezni (lapátol, csákányoz, gereblyéz, talicskával elszállítja a földet). Bontási műveleteket is végez.

Feladatai:

építkezéseknél a létesítmények helyének előkészítése;

föld csákányozása, lapátolása, gereblyézése, elszállítása talicskával;

segítés a dúcolások, támfalak elkészítésében;

bontásoknál a törmelékek kézi erővel való szállítása, eltakarítása."